# Byron Bay
Byron Bay is een dorp in de staat New South Wales op het meest oostelijke punt van Australië, Cape Byron. Het dorp is de kern van de Byron Shire Council, een gebied met een bevolking van 30.000. Kapitein James Cook noemde Cape Byron naar ontdekkingsreiziger John Byron, grootvader van de Engelse dichter Lord Byron.

## Locatie
Byron Bay ligt 759 kilometer ten noorden van Sydney en 140 kilometer ten zuiden van Brisbane. Cape Byron, een landtong die aan het dorp vastzit, is het meest oostelijke punt van Australië. De vuurtoren Cape Byron Lighthouse werd geopend in 1901. Het bevat het krachtigste baken van Australië (2.200.000 cd, zichtbaar tot 27 zeemijlen of 50 kilometer).

## East of Everything
East of Everything is een ABC-televisieserie die sinds 30 maart 2008 wordt uitgezonden. De televisieserie is opgenomen in Byron Bay.

## Toerisme
Byron Bay beschikt over verschillende stranden die heel populair zijn bij surfers. Het is populair bij zowel Australische als internationale toeristen. Ook rugzaktoeristen die door heel Australië reizen doen vaak Byron Bay aan. Het gebied staat daarnaast bekend om de dieren die er voorkomen. Boottrips voor het bekijken van walvissen vormen een groot deel van de lokale inkomsten.
Een weg langs de oceaan vormt de verbinding tussen het Byron Bay hotel in het centrum van het dorp en de vuurtoren van Cape Byron. Bezoekers worden gemotiveerd zich op een milieuvriendelijke manier, zoals wandelend en fietsend, door het dorp voort te bewegen.
Byron Bay is een plaats waar verschillende waterstromen samenkomen, dit maakt het een populair gebied om te duiken en te snorkelen. Duiken gebeurt meestal bij Julian Rocks, dit is tegenwoordig een deel van het recent aangelegde Cape Byron Marine Park.
Het dorp is populair onder bezoekers en bewoners met allerlei sociale en economische achtergronden. Het is beroemd vanwege de relaxte alternatieve levensstijl en heeft daarnaast ook een hoog percentage babyboomers (27%) vergeleken met andere gebieden in Australië. Vanuit Byron Bay zijn er tochten te boeken naar het 70 kilometer westelijker gelegen hippiedorpje Nimbin.

## Origine
Byron Bay is een deel van erosie gebied van een eeuwenoude vulkaan, de Tweed Volcano, die 23 miljoen jaar geleden uitbarstte. De vulkaan is ontstaan doordat de Indo-Australische Plaat over de Oost-Australische hotspot heen bewoog.

## Geschiedenis
Voordat Byron Bay bekend werd als toeristenattractie, vond er vooral primaire industrie plaats. Er werd geleefd van de melkfabriek, slachterijen, walvisjacht en de visvangst. Daarnaast was het een betekenisvolle, maar riskante, poort naar de zee. Het dorp werd rond 1870 gevestigd en werd oorspronkelijk Cavanbah genoemd. De vuurtoren werd in 1901 gebouwd en was in die tijd vrijwel ontoegankelijk vanuit het dorp.
Aan het einde van de jaren 1950 begon Byron bay zich meer te ontwikkelen naar zijn huidige vorm. In die tijd ‘ontdekten’ surfers uit Sydney het warme blauwe water met en goede surfkwaliteit.
In de daarop volgende jaren werden de attracties rond het gebied steeds meer bekend, dit zorgde voor een sterke stijging in het toerisme. Het stinkende walvisstation en de slachterijen werden gesloten. Ook de Norco-melkfabriek, die ooit de grootste was van Australië, sloot haar deuren.

## National Estate
De volgende plaatsen staan op de nationale erfgoedlijst:
- Cape Byron Lighthouse
- Broken Head Nature Reserve (ten zuiden van Byron Bay)
- Brunswick Heads Nature Reserve (ten noorden van Byron Bay)
- Julian Rocks Nature Reserve
- Two Sisters Rocks (ten zuiden van Byron Bay)

## Evenementen
Evenementen die in Byron Bay georganiseerd worden zijn bijvoorbeeld yoga cursussen, alternatieve bijeenkomsten, muziekfestivals zoals het East Coast Blues & Roots Music Festival, het Byron Bay Writers Festival, het Byron Bay Film Festival en het Byron Underwater Festival.